# San Nicola in Carcere (diaconia)
La diaconia di San Nicola in Carcere (in latino: Diaconia Sancti Nicolai in Carcere Tulliano) fu istituita intorno al 731 da papa Gregorio III per l'assistenza dei carcerati. Insieme alla diaconia di Santa Maria in Portico Octaviae, fu istituita per sostituire quella dei Santi Nereo e Achilleo, che era stata elevata al rango di titolo presbiteriale, e quella di Sant'Alessio, che era stata soppressa. Secondo quanto afferma il Cristofori, la denominazione popolare di questo titolo, San Nicola in Carcere Tulliano, sarebbe sbagliata, poiché il Carcere Tulliano corrisponde al Carcere Mamertino, che si trova ai piedi del Campidoglio, mentre la diaconia fu eretta vicino al Carcere Decemvirale. Non si trattava di una diaconia regionale, ma palatina.

## Titolari
- Ugo d'Alatri (1099-1117)
- Crisogono Malcondini (o Costantino) (1117- circa 1123)
- Giovanni Dauferio (1122-1130; dopo il conclave del 1130 seguì l'obbedienza dell'antipapa Anacleto II fino al 1133)
- Ottaviano de Monticello, dei Conti di Tusculum (1138 - 2 marzo 1151 nominato cardinale presbitero di Santa Cecilia, poi eletto antipapa Vittore IV)
  - Vacante (1151-1190)
- Egidio di Anagni (settembre 1190 - 1194 nominato cardinale presbitero di Santa Susanna)
  - Vacante (1195-1198)
- Gerardo (dicembre 1198 - 1199 nominato cardinale presbitero di San Marcello)
  - Vacante (1199-1205)
- Guido Pierleone (1205 - 18 dicembre 1221 nominato cardinale vescovo di Palestrina)
  - Vacante (1221-1227)
- Ottone di Monteferrato (o Othon de Montferrat) (18 settembre 1227 - 28 maggio 1244 nominato cardinale vescovo di Porto e Santa Rufina)
- Giovanni Gaetano Orsini (28 maggio 1244 - 25 novembre 1277 eletto papa Niccolò III)
  - Vacante (1277-1281)
- Benedetto Caetani (12 aprile 1281 - 24 dicembre 1294 eletto papa Bonifacio VIII)
- Guglielmo Longhi (18 settembre 1294 - 9 aprile 1319 deceduto)
  - Vacante (1319-1381)
- Landolfo Maramaldo (21 dicembre 1381 - 16 ottobre 1415 deceduto)
  - Vacante (1415-1456)
- Rodrigo Borgia (17 settembre 1456 - 30 agosto 1471 nominato cardinale vescovo di Albano, poi eletto papa Alessandro VI)
- Giovanni Battista Savelli (17 marzo 1484 - 1498 deceduto)
  - Vacante (1498-1500)
- Amanieu d'Albret (5 ottobre 1500 - 20 dicembre 1520 deceduto)
  - Vacante (1520-1531)
- Íñigo López de Mendoza y Zúñiga (21 giugno 1531 - 15 gennaio 1537 deceduto)
- Rodrigo Luis de Borja y de Castro-Pinós (15 gennaio 1537 - 6 agosto 1537 deceduto)
- Niccolò Caetani (16 aprile 1538 - 9 marzo 1552 nominato cardinale presbitero di Sant'Eustachio)
- Giacomo Savelli (9 marzo 1552 - 16 dicembre 1558 nominato cardinale diacono di Santa Maria in Cosmedin)
- Giovanni Battista Consiglieri (16 dicembre 1558 - 25 agosto 1559 deceduto)
- Carlo Carafa (31 gennaio 1560 - 4 marzo 1561 deceduto)
- Francesco Gonzaga (10 marzo 1561 - 16 luglio 1562 nominato cardinale diacono di San Lorenzo in Lucina)
- Georges d'Armagnac, titolo pro illa vice (16 luglio 1562 - 10 luglio 1585 deceduto)
- Francesco Sforza (29 luglio 1585 - 5 dicembre 1588 nominato cardinale diacono di Santa Maria in Via Lata)
- Ascanio Colonna (5 dicembre 1588 - 14 gennaio 1591 nominato cardinale diacono di Santa Maria in Cosmedin)
- Federico Borromeo seniore (14 gennaio 1591 - 17 settembre 1593 nominato cardinale presbitero di Santa Maria degli Angeli)
- Pietro Aldobrandini (3 novembre 1593 - 14 giugno 1604 nominato cardinale presbitero di San Pancrazio)
- Carlo Emmanuele Pio di Savoia (25 giugno 1604 - 2 ottobre 1623 nominato cardinale diacono di Santa Maria in Via Lata)
- Carlo de' Medici (2 ottobre 1623 - 17 ottobre 1644 nominato cardinale diacono di Sant'Eustachio)
- Giangiacomo Teodoro Trivulzio (17 ottobre 1644 - 12 dicembre 1644 nominato cardinale diacono di Sant'Angelo in Pescheria)
- Rinaldo d'Este (12 dicembre 1644 - 12 marzo 1668 nominato cardinale presbitero di Santa Pudenziana)
- Friedrich von Hessen-Darmstadt (12 marzo 1668 - 14 maggio 1670 nominato cardinale diacono di Sant'Agata alla Suburra)
- Paolo Savelli (14 maggio 1670 - 23 maggio 1678 nominato cardinale diacono di Santa Maria in Cosmedin)
  - Vacante (1678-1681)
- Urbano Sacchetti (22 settembre 1681 - 28 novembre 1689 nominato cardinale diacono di Santa Maria in Via Lata)
- Gianfrancesco Ginetti (28 novembre 1689 - 18 settembre 1691 deceduto)
  - Vacante (1691-1699)
- Henri Albert de La Grange d'Arquien (11 aprile 1699 - 24 maggio 1707 deceduto)
- Lorenzo Altieri (8 giugno 1707 - 14 novembre 1718 nominato cardinale diacono di Sant'Agata alla Suburra)
  - Vacante (1718-1721)
- Hugo Damian von Schönborn-Buchheim (16 giugno 1721 - 10 settembre 1721 nominato cardinale presbitero di San Pancrazio)
  - Vacante (1721-1728)
- Antonio Banchieri (10 maggio 1728 - 16 settembre 1733 deceduto)
  - Vacante (1733-1738)
- Carlo Rezzonico seniore (27 gennaio 1738 - 15 maggio 1747 nominato cardinale presbitero di Santa Maria in Ara Coeli, poi eletto papa Clemente XIII)
- Mario Bolognetti (15 maggio 1747 - 1º febbraio 1751 nominato cardinale diacono di Santa Maria ad Martyres)
- Domenico Orsini d'Aragona (26 novembre 1753 - 24 gennaio 1763 nominato cardinale diacono di Santa Maria ad Martyres)
  - Vacante (1763-1770)
- Giovanni Battista Rezzonico (12 dicembre 1770 - 21 luglio 1783 deceduto)
  - Vacante (1783-1787)
- Romoaldo Braschi-Onesti (29 gennaio 1787 - 2 aprile 1800 nominato cardinale diacono di Santa Maria ad Martyres)
- Marino Carafa di Belvedere (20 luglio 1801 - 24 agosto 1807 dimesso)
  - Vacante (1807-1816)
- Pietro Vidoni iuniore (29 aprile 1816 - 10 agosto 1830 deceduto)
  - Vacante (1830-1834)
- Nicola Grimaldi (23 giugno 1834 - 12 gennaio 1845 deceduto)
- Giuseppe Antonio Zacchia Rondinini (24 aprile 1845 - 26 novembre 1845 deceduto)
  - Vacante (1845-1847)
- Pietro Marini (12 aprile 1847 - 19 agosto 1863 deceduto)
  - Vacante (1863-1874)
- Camillo Tarquini, S.I. (16 gennaio 1874 - 15 febbraio 1874 deceduto)
- Domenico Bartolini (31 marzo 1875 - 3 aprile 1876 nominato cardinale presbitero di San Marco)
  - Vacante (1876-1879)
- Joseph Hergenröther (15 maggio 1879 - 1º giugno 1888 nominato cardinale diacono di Santa Maria in Via Lata)
  - Vacante (1888-1907)
- Gaetano De Lai (19 dicembre 1907 - 27 novembre 1911 nominato cardinale vescovo di Sabina e Poggio Mirteto)
  - Vacante (1911-1922)
- Giuseppe Mori (14 dicembre 1922 - 13 marzo 1933); titolo pro illa vice (13 marzo 1933 - 30 settembre 1934 deceduto)
- Nicola Canali (19 dicembre 1935 - 3 agosto 1961 deceduto)
  - Vacante (1961-1967)
- Patrick Aloysius O'Boyle, titolo pro illa vice (29 giugno 1967 - 10 agosto 1987 deceduto)
  - Vacante (1987-1994)
- Alois Grillmeier, S.I. (26 novembre 1994 - 13 settembre 1998 deceduto)
  - Vacante (1998-2001)
- Zenon Grocholewski (21 febbraio 2001 - 21 febbraio 2011); titolo pro hac vice (21 febbraio 2011 - 17 luglio 2020 deceduto)
- Silvano Maria Tomasi, C.S., dal 28 novembre 2020